# Championnat d'Écosse de football 1984-1985
Navigation
Édition précédente Édition suivante
La 88e édition du championnat d'Écosse de football est remportée par le Aberdeen Football Club. C’est son 4e titre de champion et son deuxième consécutif. Aberdeen l’emporte avec 7 points d’avance sur Celtic FC. Dundee United complète le podium.
Le système de promotion/relégation reste en place : descente et montée automatique, sans matchs de barrage pour les deux derniers de première division et les deux premiers de deuxième division. Dumbarton FC et Greenock Morton descendent en deuxième division. Ils sont remplacés pour la saison 1985/86 par Clydebank FC et Motherwell FC.
Avec 22 buts marqués en 36 matchs,  Franck McDougall du Aberdeen Football Club remporte pour la première fois le classement des meilleurs buteurs du championnat.

## Les clubs de l'édition 1984-1985
| \| Aberdeen FC Glasgow · Celtic - Rangers-Dumbarton FC Dundee · Dundee – Dundee United Saint Mirren Édimbourg · Hibernian FC-Heart of Midlothian Greenock Morton \| Localisation des clubs engagés dans le championnat. |
| Aberdeen FC Glasgow · Celtic - Rangers-Dumbarton FC Dundee · Dundee – Dundee United Saint Mirren Édimbourg · Hibernian FC-Heart of Midlothian Greenock Morton                                                           |

| Club                              | Ville     |
| --------------------------------- | --------- |
| Aberdeen Football Club            | Aberdeen  |
| Celtic Football Club              | Glasgow   |
| Dumbarton Football Club           | Dumbarton |
| Dundee Football Club              | Dundee    |
| Dundee United Football Club       | Dundee    |
| Greenock Morton Football Club     | Greenock  |
| Heart of Midlothian Football Club | Édimbourg |
| Hibernian Football Club           | Leith     |
| Rangers Football Club             | Glasgow   |
| Saint Mirren Football Club        | Paisley   |

## Compétition

### Classement
Le classement est établi sur le barème de points classique (victoire à 2 points, match nul à 1, défaite à 0).
| Rang | Équipe              | Pts | J  | G  | N  | P  | Bp | Bc  | Diff |
| ---- | ------------------- | --- | -- | -- | -- | -- | -- | --- | ---- |
| 1    | Aberdeen FC T       | 59  | 36 | 27 | 5  | 4  | 89 | 26  | +63  |
| 2    | Celtic FC C         | 52  | 36 | 22 | 8  | 6  | 77 | 30  | +47  |
| 3    | Dundee United       | 47  | 36 | 20 | 7  | 9  | 67 | 33  | +34  |
| 4    | Rangers FC          | 38  | 36 | 13 | 12 | 11 | 47 | 38  | +9   |
| 5    | Saint Mirren        | 38  | 36 | 17 | 4  | 15 | 51 | 56  | -5   |
| 6    | Dundee FC           | 37  | 36 | 15 | 7  | 14 | 48 | 50  | -2   |
| 7    | Heart of Midlothian | 31  | 36 | 13 | 5  | 18 | 47 | 64  | -17  |
| 8    | Hibernian FC        | 27  | 36 | 10 | 7  | 19 | 38 | 61  | -23  |
| 9    | Dumbarton FC P      | 19  | 36 | 6  | 7  | 23 | 29 | 64  | -35  |
| 10   | Greenock Morton P   | 12  | 36 | 5  | 2  | 29 | 29 | 100 | -71  |

| Légende : Qualifications et relégations | Légende : Qualifications et relégations                                        |
| --------------------------------------- | ------------------------------------------------------------------------------ |
|                                         | Coupe d'Europe des Clubs champions 1985-1986                                   |
|                                         | Coupe d'Europe des vainqueurs de coupe 1985-1986                               |
|                                         | Coupe UEFA 1985-1986                                                           |
|                                         | Relégation en deuxième division                                                |
|                                         | T : Tenant du titre C : Vainqueurs de la Coupe d'Écosse de football P : Promus |

## Bilan de la saison
| Tableau d'Honneur                |             |
| Compétition                      | Vainqueur   |
| Championnat d'Écosse de football | Aberdeen FC |
| Coupe d'Écosse de football       | Celtic FC   |

| Promotions et relégations |                              |
| Promus                    | Motherwell FC Clydebank FC   |
| Relégués                  | Dumbarton FC Greenock Morton |

## Statistiques

### Meilleur buteur
- Franck McDougall, Aberdeen Football Club 22 buts